# 原陵 (後秦)
原陵，是中国五胡十六国後秦开国皇帝武昭帝姚苌的陵墓。
393年十二月，姚苌去世，其子姚兴秘不发丧，次年，姚兴大破前秦苻登後，再给姚苌发丧，葬在原陵。姚苌墓在今陕西省西安市高陵区城西北十里通远镇灰堆村西南高仰田地里。积灰为之，方园一里。本名原陵，俗称灰堆坡，封土已夷平。